# Bolephthyphantes
Genre
Bolephthyphantes est un genre d'araignées aranéomorphes de la famille des Linyphiidae.

## Distribution
Les espèces de ce genre se rencontrent en zone paléarctique et au Groenland.

## Liste des espèces
Selon World Spider Catalog (version 16.5, 30/07/2015) :
- Bolephthyphantes caucasicus (Tanasevitch, 1990)
- Bolephthyphantes index (Thorell, 1856)
- Bolephthyphantes indexoides (Tanasevitch, 1989)

## Publication originale
- Strand, 1901 : Theridiiden aus dem nördlichen Norwegen. Archiv for mathematik og naturvidenskab, Christiania, vol. 24, no 2, p. 1-66.